# Треугольник Сержанта Джойса Килмера
Треугольник Сержанта Джо́йса Ки́лмера (англ. Sgt. Joyce Kilmer Triangle) — общественный парк в Бруклине площадью 4 м². Наряду со сквером Люка Ланга — самый маленький парк в Нью-Йорке.
Своё название сквер получил в честь американского писателя Джойса Килмера, погибшего на Первой мировой войне.

## Джойс Килмер
Альфред Джойс Килмер родился в Нью-Брансуике в штате Нью-Джерси. После окончания Ратгерской подготовительной школы он поступил в Ратгерский колледж (ныне университет), откуда впоследствии перевёлся в Колумбийский университет, где в 1908 году получил степень бакалавра искусств. В 1909 году Килмер устроился словарным редактором. Спустя три года он перешёл на должность литературного редактора в газете The Churchman, издаваемой англиканской церковью. Спустя ещё год, в 1913 году, Килмер продолжил карьеру в The New York Times. В том же году он пишет лирическую поэму «Деревья», приносящую ему национальную известность.
В 1917 году Килмер, будучи единственным кормильцем в семье и имея право отсрочки от службы, добровольно записался в пехотинцы. На фронте он быстро дослужился до сержанта. Килмер перевёлся в военную разведку, но не забросил писательское мастерство и на передовой, где регулярно писал заметки для военного еженедельника Stars and Stripes. 30 июля 1918 года в битве на Марне Килмер был убит снайперским выстрелом. Его смерть стала потрясением для литературного мира Нью-Йорка. По мнению многих изданий тех лет, Килмер был среди лучших публицистов начала XX века.

## История и описание сквера
Сквер возник в результате перепланировки окружающих улиц. Идея назвать его в честь Килмера возникла ещё в 1920 году. Однако официально статус парка сквер получил лишь в 1934 году. Спустя год он получил своё нынешнее название.
К западу от треугольника — со стороны восточной 12-й улицы — установлен флагшток. К нему ведут ряды скамеек, вдоль которых высажены дубы, некогда воспетые Килмером. С другой стороны сквера высажены цветы и кустарники.